# Прага (Варшава)
Прага (пол. Praga) — исторический район польской столицы — изначально предместье, ныне часть Варшавы, расположенный на правом, восточном берегу Вислы. Статус города предместье получило 10 февраля 1648 года указом короля Владислава IV Вазы. 18 апреля 1791 года город Прага был упразднён, став одним из исторических районов Варшавы. Ныне его территория разделена на дзельницы Прага Северная и Прага Южная.

## История
Первое упоминание о Праге датируется 1432 годом. Этимология названия означает «место, прежде занятое лесом, который сожгли, чтобы подготовить землю для посева» (ср. польск. prażyć — жарить). 10 февраля 1648 года король Владислав IV Ваза даровал Праге статус города. Центр города находился в районе современных Пражского парка и зоопарка в Варшаве. От старой ратуши сохранилось только название улицы, на которой некогда стояло здание. Единственный уцелевший памятник того времени — церковь Лоретанской Богоматери.
Город Прага состоял из трёх юридик — Голедзинов (основан в 1764 году), Прага (основан в 1648 году) и Скарышев-Камён (основан в 1641 году). По Закону о городах от 18 апреля 1791 года, отменившему деление на юридики, в том же году город Прага был упразднён, а его территория включена в состав города Варшавы.
В 1794 году войска Александра Суворова штурмовали Прагу, тогда пригород Варшавы, и в качестве отмщения за уничтоженный с 6 на 7 апреля русский гарнизон оставленный в Варшаве, а также русское мирное население: торговцев, аристократов, владельцев лавочек и гостиниц. При штурме предместья Варшавы было убито большое количество её жителей. У А. С. Пушкина есть следующие строки об этой резне (в стихотворении «Графу Олизару»):
И мы о камни падших стен

Младенцев Праги избивали,

Когда в кровавый прах топтали

Красу Костюшкиных знамен…
За «усердную службу и отличное мужество», проявленную при взятии Праги, 17-летний артиллерийский капитан Ермолов, будущий герой Кавказа, получил свой первый орден — Орден Святого Георгия.
13 февраля 1831 года русская армия под предводительством генерал-фельдмаршала Дибича-Забалканского, разбив войска повстанцев в сражении на поле под Гроховом, заняла Прагу и подавила Ноябрьское восстание польских патриотов.
В 1823 году закончено сооружение шоссе Москва — Варшава. В 1862 году открыто движение на всём протяжении Петербурго-Варшавской железной дороги, конечную станцию которой расположили на Праге. В 1858—1864 годах построен Александровский мост через Вислу. В 1873—1875 годах построен железнодорожный мост через Вислу. Дороги правого берега соединены с Варшаво-Венской железной дорогой.
В 1913 году в Праге проживало около 90 000 жителей. В основном они были рабочими и железнодорожниками.
5 августа 1915 года отступающие из Польши русские войска взорвали все три Пражских моста. Русские войска покинули Варшаву 9 августа 1915 года.
В период Второй Речи Посполитой на территории исторического района 5 июля 1928 года было создано графство Варшава-Прага, включавшее в себя всю правобережную Варшаву. Оно было разделено на округа-дзельницы Прага Пулноц, Прага Полудне, Грохув, Голедзинов, Таргувек и Брудно.
Во время Второй мировой войны Прага осталась относительно не разрушенной. Пострадали главным образом корпуса промышленных предприятий.
В августе 1944 года Красная Армия пыталась с ходу занять этот пригород Варшавы. Однако 1 августа свежие немецкие части контратаковали советскую 2-ю танковую армию, сильно вырвавшуюся вперёд и приближавшуюся к Варшавской Праге, и заставили её с большими потерями отойти. Советские войска силами 185-й стрелковой Панкратовско-Пражской (Варшава) ордена Суворова дивизии штурмом заняли Прагу 14 сентября 1944 года. Многие стрелки были награждены медалью за освобождение Варшавы.
В 1961 году коммунистические власти разобрали чудом уцелевшую во время нацистской оккупации Пражскую синагогу.
В послевоенные годы в Праге было построено крупнейшее промышленное предприятие в Варшаве — Завод легковых автомобилей. В 1955 году здесь построили Стадион Десятилетия. На территории исторического района находятся Ружицкий рынок и корпус бывшего Водочного завода «Конесер» («Гурман»), в зданиях которого периодически устраивает выставки Музей Варшавской Праги. В Праге находится кафедра епархии Варшавы-Праги.

## Достопримечательности
- Памятник-обелиск строительству Московского шоссе (1823).
- Собор Святой Марии Магдалины (1867—1869).
- Базилика Святых Михаила и Флориана (1887—1904).
- Базилика Святейшего Сердца Иисуса (1907—1923)
- Варшавский зоопарк
- Лицей Владислава IV
- улица Зомбковская
- Водная палата (Komora Wodna)
- Трамвайное депо на Кавечинской улице
- Базар Рожицкого
- Дом Конопацкого

### Утраченные достопримечательности
- Пражская синагога (1836).
- Петербургский вокзал (1862).
- Александровский мост (инженер Кербедз Станислав Валерианович, 1864).
- Главный памятник Гроховскому сражению (1846).
- Братская могила Малороссийского кирасирского полка (XIX).
- Памятник советско-польскому братству по оружию (1945).

## Галерея

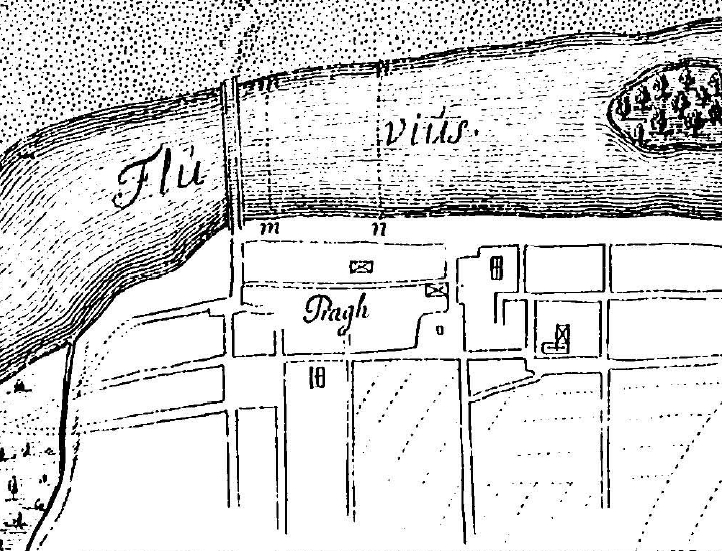
Город Прага на карте 1705 года
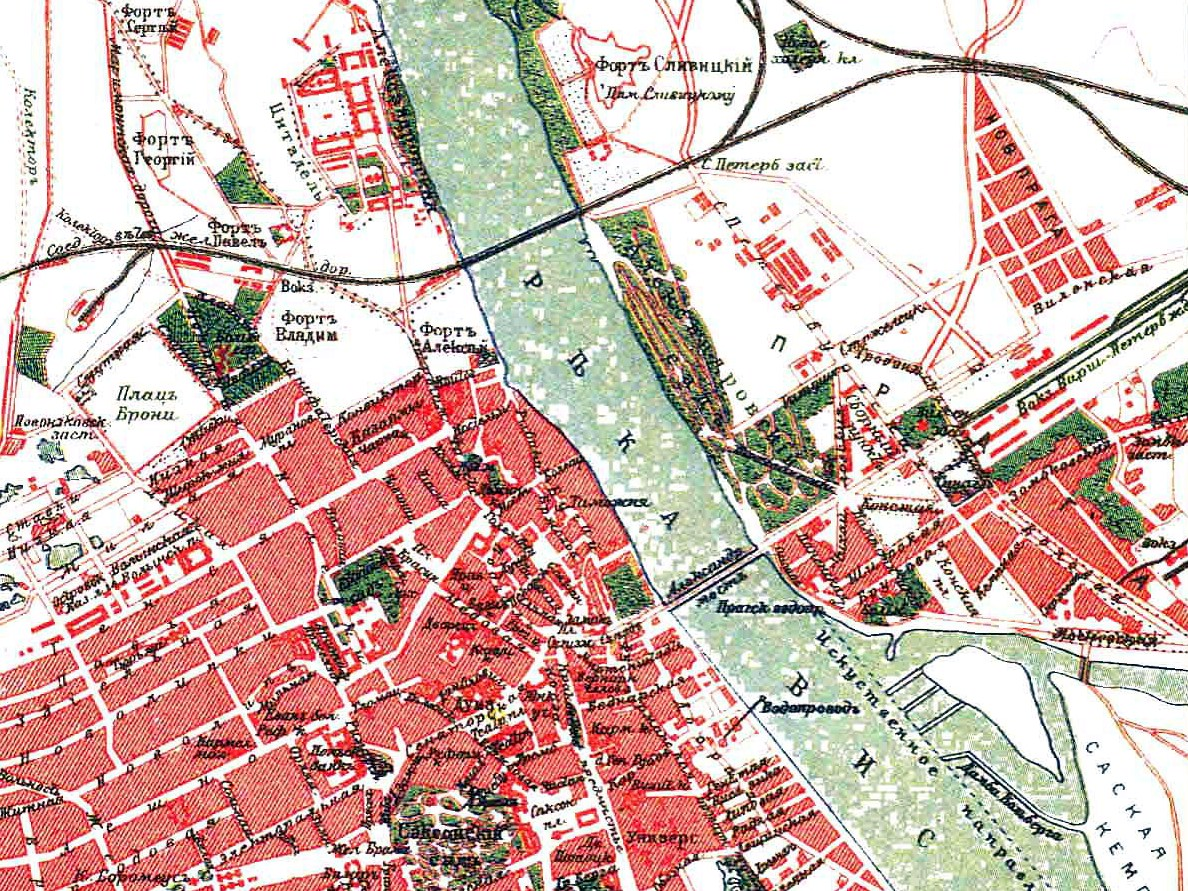
Прага на карте Варшавы 1900 года
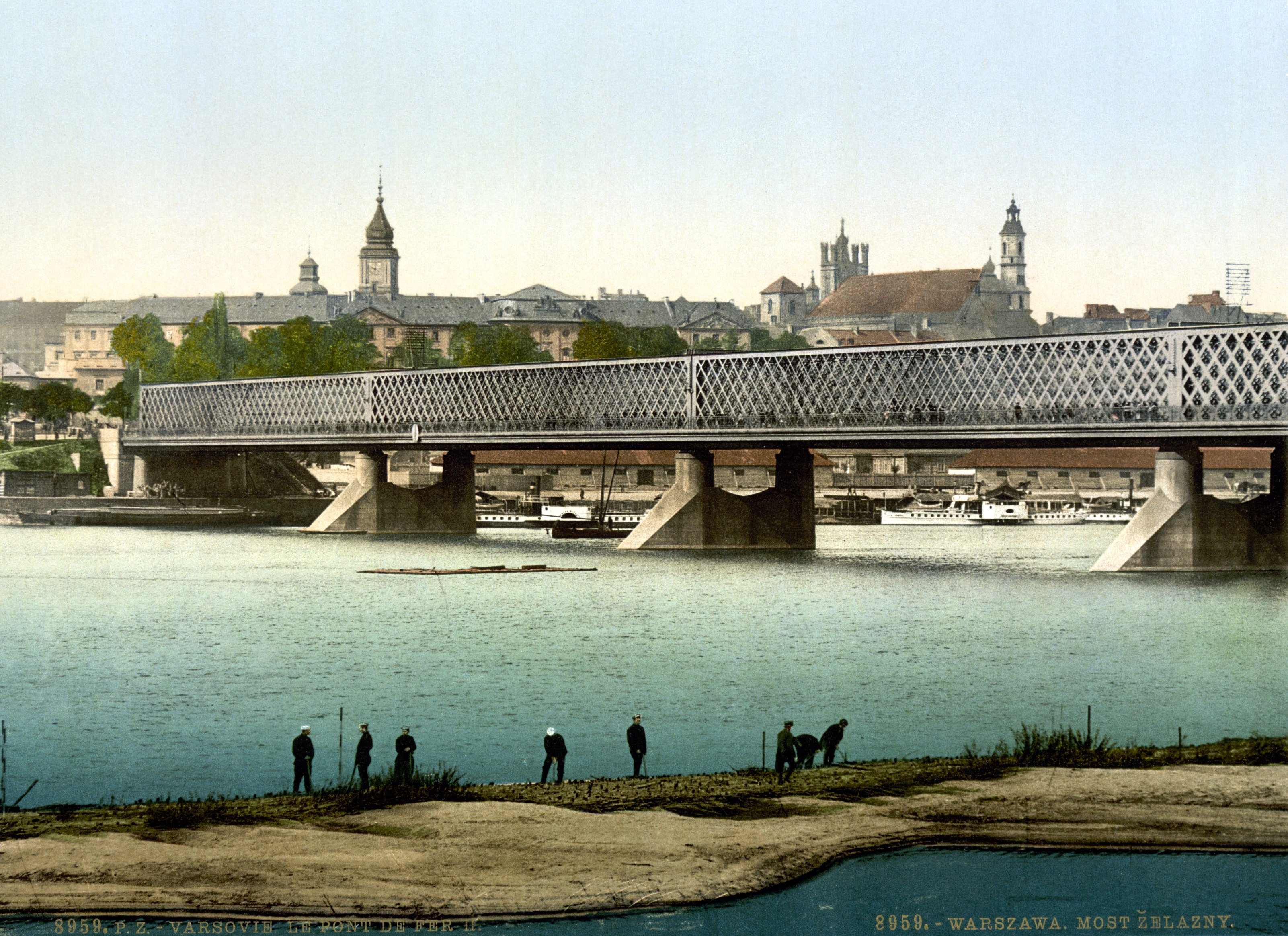
Александровский мост
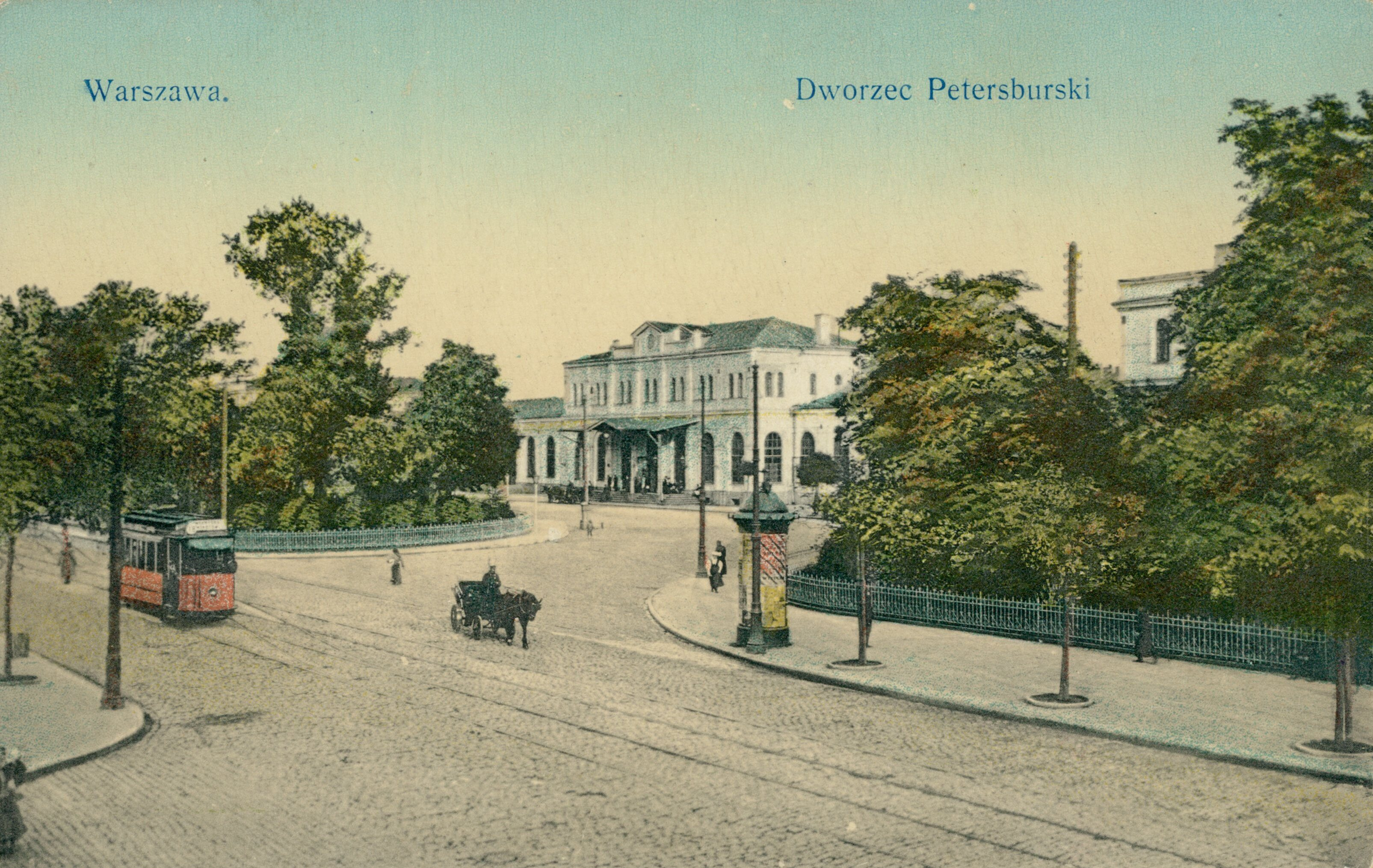
Петроградский вокзал в Варшаве
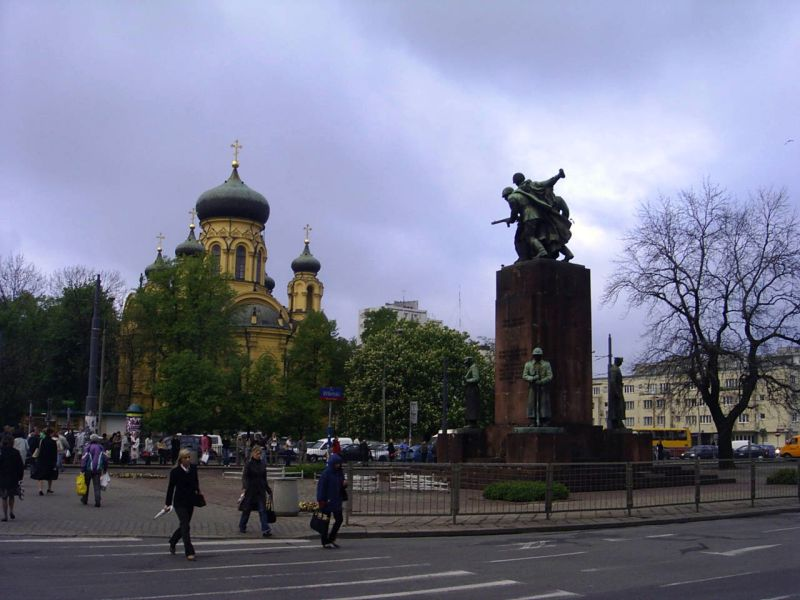
Памятник Братству по оружию
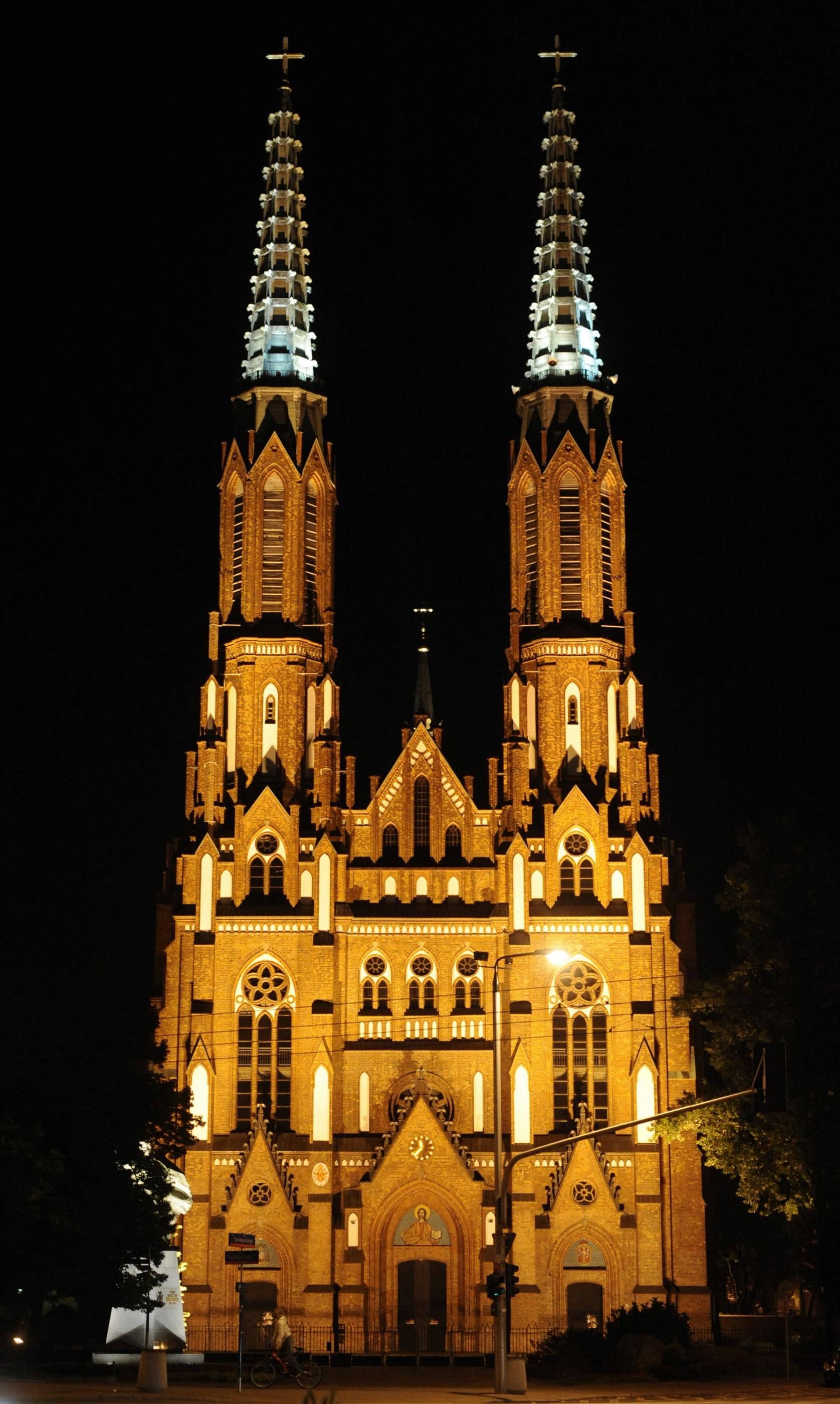
Базилика Св. Флориана